# Sea Shepherd Conservation Society
De Sea Shepherd Conservation Society is een internationale non-profitorganisatie met als doelstelling het wereldwijd beschermen van het leven in zee. De organisatie richt zich bijvoorbeeld tegen de walvisjacht, de jacht op zeehonden en illegale jacht op andere zeedieren. Deze groep gebruikt hierbij andere middelen dan bijvoorbeeld Greenpeace: zij onderzoeken, registreren en documenteren illegale activiteiten op zee om deze vervolgens over te dragen aan bevoegde autoriteiten. Waar zij nodig achten gaan hun schepen de confrontatie aan met zeehondenjagers en walvisvlotten.
De organisatie is gevestigd in Friday Harbor in de Amerikaanse staat Washington. Het hoofdkantoor van Sea Shepherd Europa is gevestigd in Amsterdam. Anno 2010 varen twee van haar schepen onder Nederlandse vlag.

## Geschiedenis

### Oprichting
In 1977 werd de Earth Force Society, de voorloper van Sea Shepherd, opgericht door Paul Watson. De Sea Shepherd Conservation Society werd officieel in 1981 opgericht.
Citaat:
Ik heb de Sea Shepherd Conservation Society niet opgericht om te protesteren", zei kapitein Watson. "Ik ben niet al die jaren de zee opgegaan om alleen maar getuige te zijn van de gruwelen die walvisvaarders walvissen aandoen, de zachtaardigste en intelligentste zeedieren. We zijn politie op zee en werken volgens de gedragsregels van het World Charter for Nature van de Verenigde Naties. Deze voorzien in de handhaving van internationale wetten voor natuurbescherming door niet-gouvernementele organisaties in internationale rechtsgebieden.— Paul Watson

### Eerste schip
In 1978 kreeg Watson de toezegging van Cleveland Amory van de Fund for Animals organisatie dat deze de aankoop van het eerste schip zal sponsoren.
In november van dat jaar is Watson met financiële steun van het Fund for Animals en de Royal Society for the Prevention of Cruelty to Animals (RSPCA) eigenaar geworden van een voorheen Britse trawler.
Het schip wordt omgedoopt tot de Sea Shepherd. Omdat het schip er nog uitziet als een trawler, wordt het schip door Watson en een kleine groep vrijwilligers gerepareerd en geschilderd. De eerste reis van de Sea Shepherd duurt twee weken, de reis gaat over de Atlantische Oceaan richting Boston dit was tevens de eerste reis onder Watsons bevel.
Op 16 juli ramt de Sea Shepherd tweemaal de illegaal op walvissen jagende Sierra, hierdoor werd de Sierra (tijdelijk) onklaar gemaakt.
In november 1979 gaat Watson naar Lissabon waar hij erachter komt dat de Sea Shepherd in beslag genomen is zonder enige aanklacht.
Een maand later (december) gaat Watson op Tweede Kerstdag aan boord van de Sea Shepherd, daar komen ze erachter dat het schip helemaal leeg is geplunderd.
Om te voorkomen dat de walvisvaarders dit schip zouden kunnen bemachtigen, hebben Watson en Peter Woof de Sea Shepherd tot zinken gebracht.

### Eerste actie
Sea Shepherds eerste actie was het beschermen van de zeehonden die in Canada worden afgeslacht,
Watson is met zijn kleine groep van vrijwilligers de eerste die het ijs opgingen om de zeehonden te beschermen.
Omdat Watson en zijn team wisten dat ze de jagers nooit konden tegenhouden, hadden ze een ander plan.
Ze hebben meer dan duizend baby zeehondjes bespoten met niet schadelijke organische rode verf zodat deze voor de jagers niets meer waard waren.
Door deze actie waren meer dan duizend zeehondjes gered.
Uiteindelijk werd Watson samen met zijn crew gearresteerd.

## Schepen

### Huidige schepen

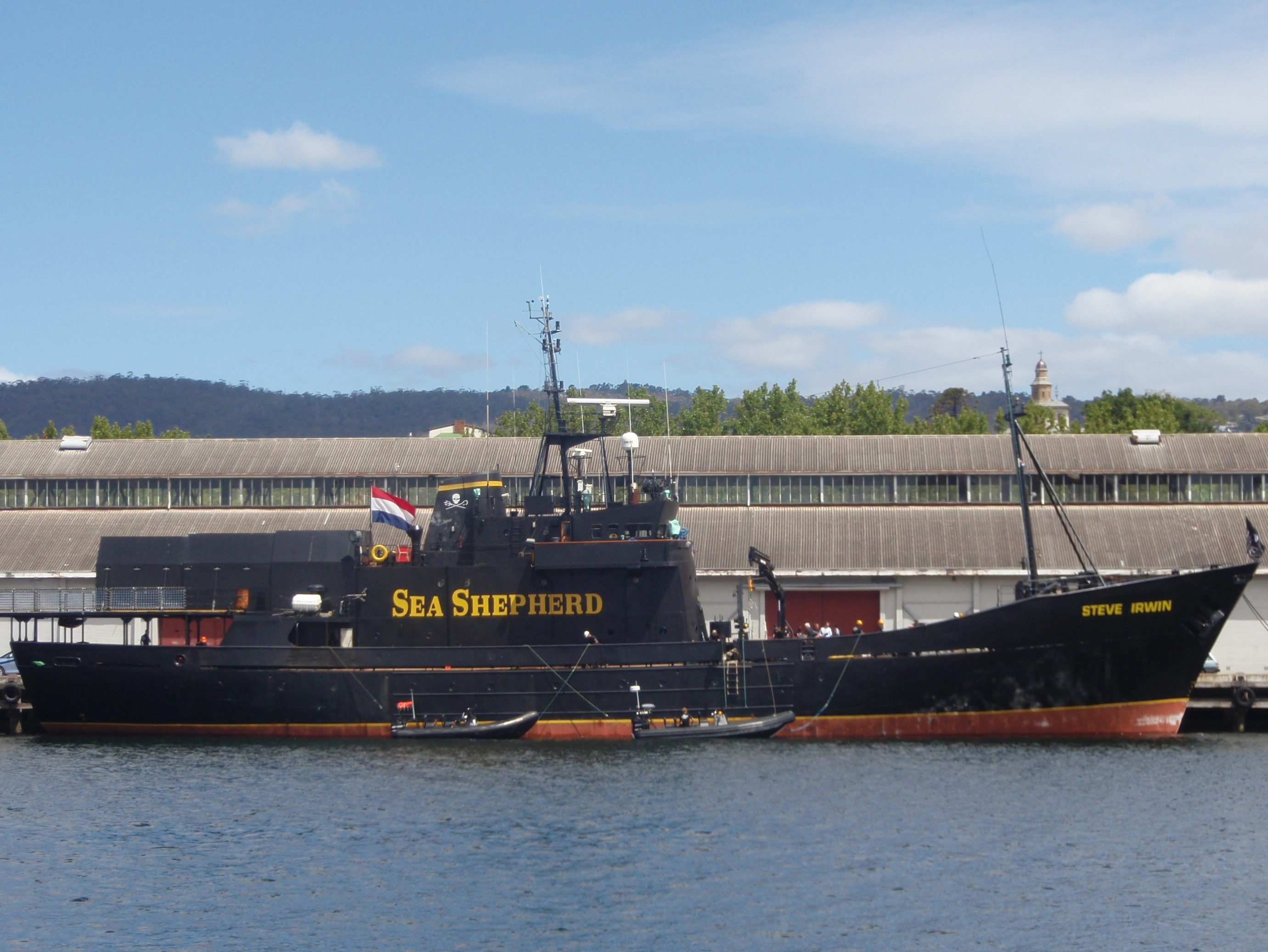
De Steve Irwin aangemeerd in Hobart Tasmanië.

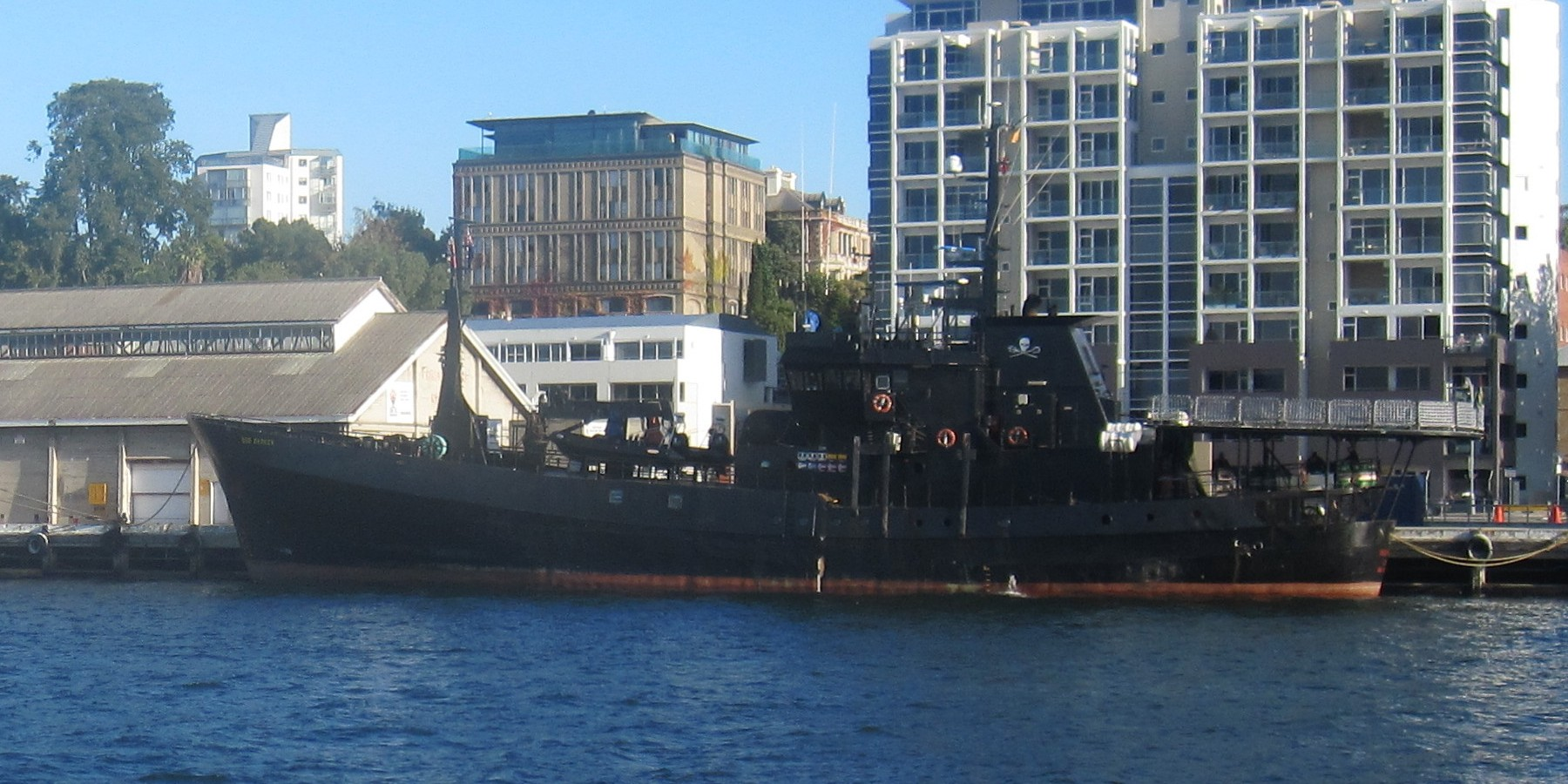
De Bob Barker aangemeerd in Hobart Tasmanië.

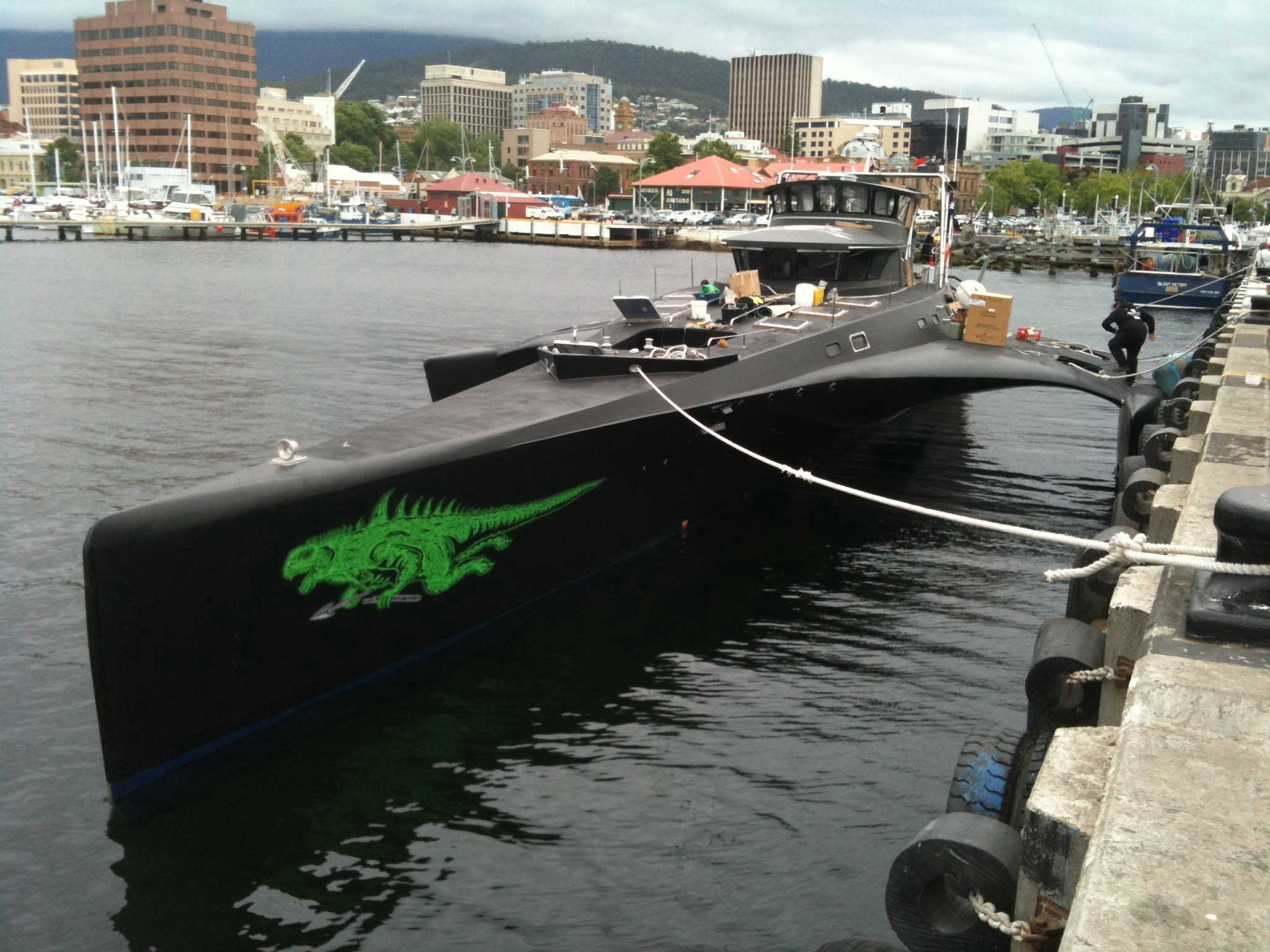
De Gojira aangemeerd in Hobart Tasmanië.

Momenteel heeft Sea Shepherd, naast enkele kleinere vaartuigen, meerdere schepen.

#### Steve Irwin
Net voor het begin van de walviscampagne 2007-2008 wordt bekendgemaakt dat de toen nog genoemde Robbert Hunter als eerbetoon aan de in 2006 overleden Australische dierenkenner, dierentuinhouder, natuurbeschermer en documentairemaker/-presentator Steve Irwin omgedoopt gaat worden tot "Steve Irwin".
De Steve Irwin wordt sinds de inbeslagname van de MS Farley Mowat gezien als het vlaggenschip van de organisatie, dit is ook het schip waar admiraal en oprichter van de organisatie, Paul Watson, kapitein van is.
De Steve Irwin heeft twee kleinere vaartuigen, genaamd "Delta" en "Gemini". Momenteel staan de Delta en nog 2 kleinere bootjes op de Steve Irwin. Ook hebben ze een helikopter genaamd de Nancy Burnet  om de omgeving af te zoeken.

#### Bob Barker
Na de enorme toename van donaties hadden de Sea Shepherds hun oog laten vallen op een tweede schip. Het is een oud schip dat nog gediend heeft bij de Noorse walvisvangst. Het schip is dankzij enkele reparaties en onderhoudsbeurten twee knopen sneller dan de Steve Irwin. Maar dit is niet z'n sterkste kant. Het heeft namelijk een verstevigde boeg; bij de Steve Irwin ontbreekt deze. Het schip dat Sea Shepherd in 2009/2010 in gebruik heeft genomen heet de Bob Barker, genoemd naar de Amerikaanse televisiepresentator Bob Barker, die 5 miljoen dollar aan Sea Shepherd doneerde. Dit schip heeft ook 2 zodiacs aan boord, net als de Steve Irwin.
Chuck Swift was in seizoen 2009/2010 de kapitein van dit schip, vanaf 2010-2011 is dit Nederlander Alex Cornelissen en vanaf 2012 is dit Peter Hammerstedt.
In 2014-2015 was de Bob Barker betrokken bij een maandenlange achtervolging van de Thunder, een treiler die illegaal viste op Antarctische diepzeeheek. De Thunder werd vermoedelijk opzettelijk tot zinken gebracht door de eigen bemanning, voor de kust van Sao Tomé en Principe op 6 april 2015.

#### Gojira/Brigitte Bardot
Op 23 oktober heeft Sea Shepherd-oprichter Paul Watson bekendgemaakt dat Sea Shepherd een vervanging voor de gezonken "Ady Gil" heeft aangeschaft, namelijk de Gojira. Voorheen werd het de "Ocean 7 Adventurer" genoemd.
De Gojira is een schip dat snelheden van 35 knopen kan halen (ongeveer 65 Km/h). De walvisvaarders kunnen een dergelijke snelheid niet halen dus hiermee voldoet het zeker aan de wensen van de Sea Shepherds.
Het schip had in 1998 een record gevestigd, door in 74 dagen, 20 uur en 28 minuten de wereld rond te varen. Dit record is later verbroken door de "Earthrace", na aankoop door Sea Shepherd omgedoopt tot "Ady Gil".
Eind november 2010 heeft Brad Pettitt, de burgemeester van Fremantle in West-Australië, het schip gedoopt met de naam Gojira. Het is hiermee het eerste Sea Shepherd schip dat onder Australische vlag vaart en een geheel Australische bemanning heeft.
Op 25 mei 2011 is het schip hernoemd in Brigitte Bardot, omdat de naam Gojira beschermd bleek te zijn en de Japanse eigenaar bezwaar maakte tegen het voeren van deze naam.

#### SSS Sam Simon
In juli 2012 werd bekendgemaakt dat de vloot zou worden uitgebreid met een schip dat was geschonken door Sam Simon, co-auteur van de tv-serie 'The Simpsons'. Op 10 december 2012 werd bekendgemaakt dat het ging om een 56 meter lang ijsbestendig voormalig onderzoeksvaartuig, dat gebouwd is in 1993 in Japan, en onder de naam 'Seifu Maru' dienstgedaan heeft als varend meteorologisch observatorium. Het schip heeft onderzoek gedaan in het kader van het Kyoto-protocol.
Het schip heeft een 24-koppige bemanning.

#### Ocean Warrior
In september 2016 werd het nieuwe schip, de Ocean Warrior, aan het publiek gepresenteerd. In oktober 2016 vaart het schip uit richting Antarctica.

### Voormalige schepen

#### Sea Shepherd II (1992)
Na het laten zinken van de boot de Sea Shepherd hadden de Sea Shepherds een nieuw schip nodig, maar er was niet genoeg geld.
Vandaar dat Sea Shepherd de filmrechten van de Sierra-campagne verkocht. Met dit geld konden ze een nieuw schip kopen.
Meteen toen er genoeg geld was werd er in 1980 een nieuw schip gekocht, dit was voormalige vistrailer die ongeveer identiek was aan de Sea Shepherd.
Na 12 jaar dienst werd de romp van de Sea Shepherd II in British Columbia verkocht, nadat de waardevolle materialen er eerst uitgehaald werden.

#### Cleveland Amory(1993)
Het schip kreeg zijn naam naar de eerste schenker van Sea Shepherd, Cleveland Amory. Maar het is vooral bekend geworden met de campagne naar de oostkust van Canada, hierdoor werden onder andere volgens Sea Shepherd het "wanbeheer" van het Canadese departement voor Visserij en Oceanen wat betreft de kabeljauwvisserij aan het licht gebracht. Ook hebben Paul Watson en zijn crew met dit schip veel buitenlandse treilers daar verjaagd en zelf enkele netten gesaboteerd. In 1993 werd het schip verkocht om een ander schip de Whales Forever te kunnen kopen.

#### Whales Forever (1996)
Nadat in 1993 de Cleveland Amory verkocht was, aangevuld door een financiële bijdrage van het Europaisches Tierhilfswerk, had de organisatie eindelijk genoeg geld om een nieuw schip te kopen. In 1994 was het zover het nieuwe schip kon gekocht worden, Sea Shepherd gaf dit schip de naam: "Whales Forever" (walvissen voor altijd). Dit is het enige schip van de organisatie dat niet in de traditionele zwarte kleuren is geverfd, dit schip had als achtergrondkleur een soort groen met op de voorgrond enkele zeewezens. Hoewel er veel aan is gedaan om het schip te kunnen kopen heeft Sea Shepherd al snel afscheid moeten nemen van de "Whales Forever". Nadat ze beschoten waren door het schip de "Andenes" van de Noorse kustwacht, waren de reparatiekosten te hoog en hebben ze net iets meer dan 1 jaar na de aankoop in 1995 het schip moeten verkopen.

#### Sirenian(2005)
In 1991 kocht Sea Shepherd een nieuw schip, dat de naam Sirenian kreeg. Dit schip heeft veel voor de organisatie betekend, onder meer in verband met het beschermen van de grijze walvis. In 1999 werd het schip in de haven van Seattle gesaboteerd. Na in 2000 geheel gerepareerd te zijn, werd het voor een missie van 5 jaar uitgeleend aan Galapagos Nationaal Park.
Uiteindelijk werd de Sirenian geschonken aan de Galapagos National Park Service, in samenspraak met het Wereld Natuur Fonds, die het schip vernieuwde. In 2006 veranderde het nationaal park de naam Sirenian in Yoshka.

#### Farley Mowat(2009)

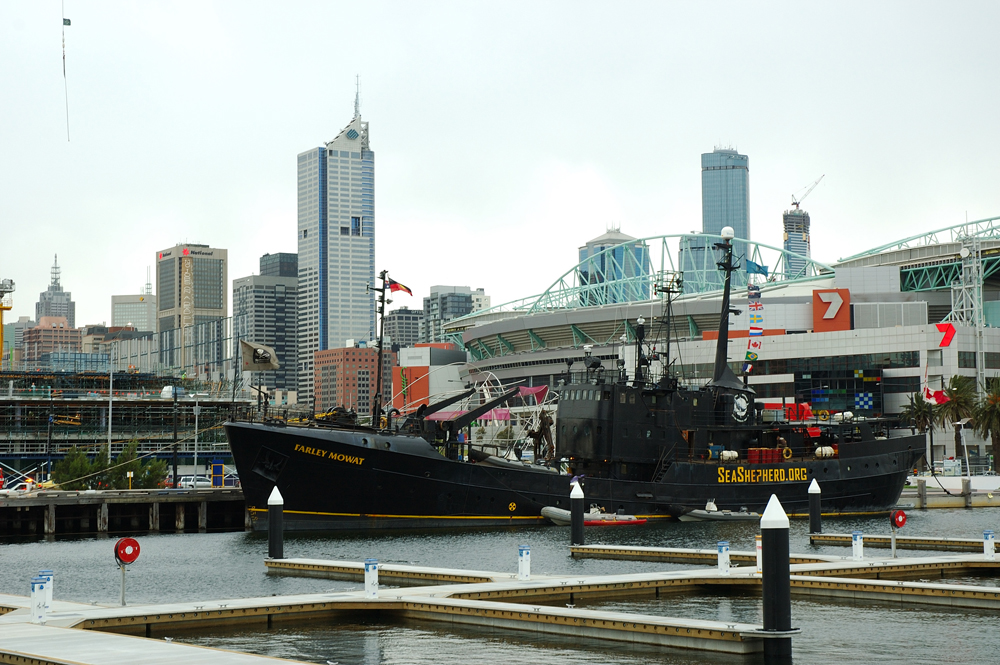
De Farley Mowat aangemeerd in Melbourne, Australië.

In 1996 kocht Sea Shepherd een nieuw ijsklasseschip en noemde het de Sea Shepherd III. Al snel werd de naam in 1999 veranderd in Ocean Warrior, deze naam werd gekozen om aan te geven welke missies en opdrachten dit schip in het nieuwe millennium te wachten stond. In 2002 waren betaling van grote sommen geld de reden voor Sea Shepherd om het schip in Canada te registreren. Ook kreeg het schip een nieuwe naam: MS Farley Mowat naar Sea Shepherds internationale voorzitter, Farley Mowat, de Canadese auteur en advocaat voor dierenwelzijn.
De Farley Mowat is in mei 2009 in beslag genomen door de Canadese autoriteiten voor de visserij. Naar eigen zeggen werden ze met hun kustwachtschip geramd door de Farley Mowat. Volgens Sea Shepherd echter, werden zij juist geramd door het kustwachtschip. De Farley Mowat wacht momenteel op een koper.

#### Ady Gil(2010)

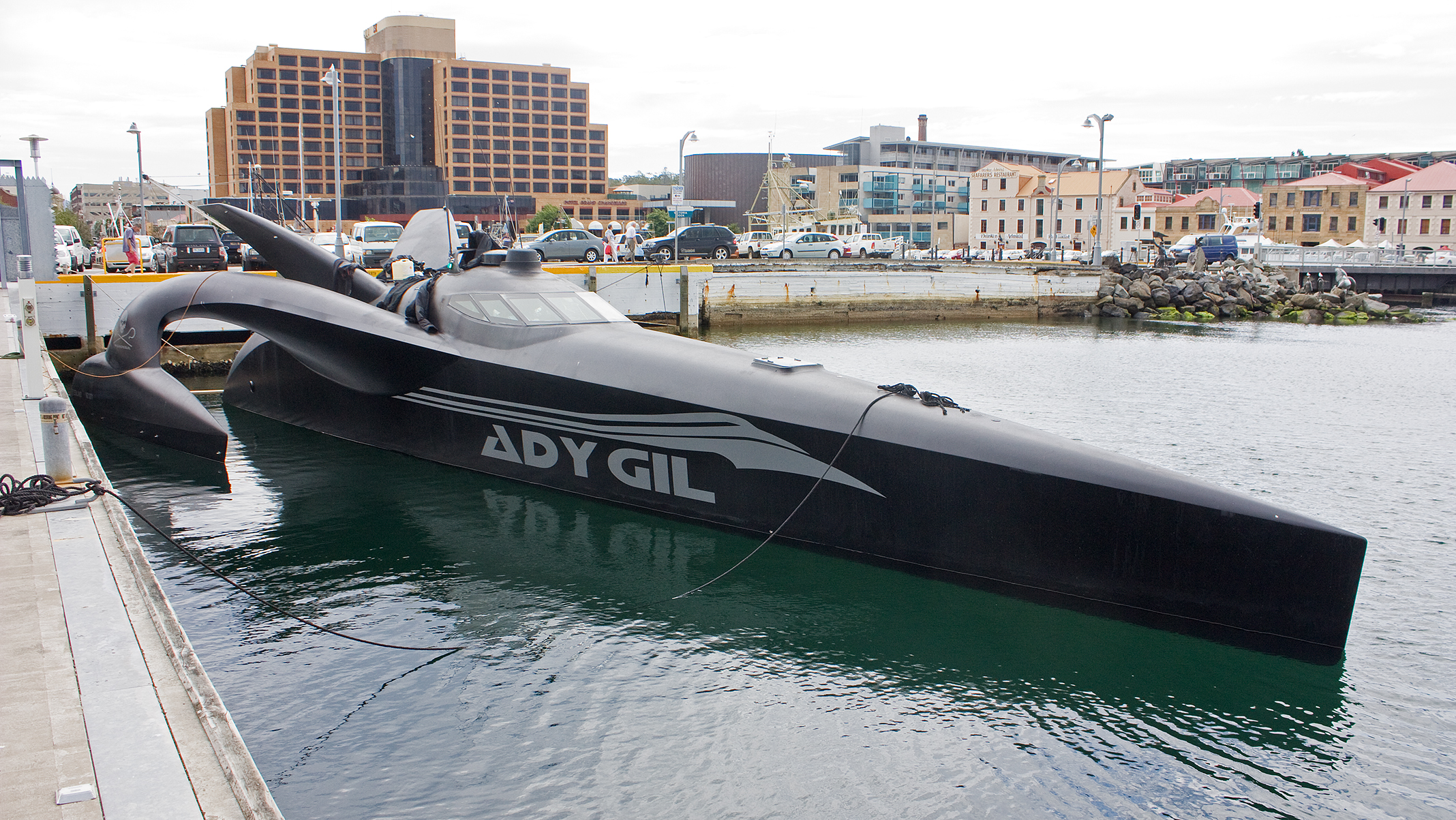
De Ady Gil aangemeerd in Hobart, Tasmanië.

De Earthrace vergezelde de Sea Shepherds in het seizoen 2009-2010. De Earthrace was geen eigendom van de Sea Shepherds. Het schip werd omgedoopt in Ady Gil en zwart geschilderd. De Ady Gil zonk op 8 januari 2010, twee dagen na een botsing met een Japanse walvisvaarder Shonan Maru 2. Volgens Pete Bethune, de kapitein van de Ady Gil, gaf Paul Watson hem opdracht om een botsing te veroorzaken om zo publiciteit te genereren.

## Tot zinken gebrachte schepen
Sea Shepherd claimt sinds 1979 acht walvisschepen tot zinken te hebben gebracht. Ze hebben ook opgeroepen deze schepen als moderne 'piraten' te beschouwen. De walvisjagers beschuldigen Sea Shepherd van eco-terrorisme. Agenda 21, dat niet verbonden is aan Sea Shepherd maar zichzelf een 'spin-off organisatie van Sea Shepherd' noemt, heeft sinds 1996 vijf andere Noorse walvisvaarders gesaboteerd.
Sea sheperd claimt de volgende schepen tot zinken te hebben gebracht:
- 1979 - de walvisvaarder Sierra geramd en tot zinken gebracht in Portugal;
- 1980 - de walvisjagers Isba I en II verzonken in Vigo, Spanje;
- 1980 - de walvisjagers Susan en Theresa verzonken in Zuid-Afrika;
- 1986 - de walvisvaarders Hvalur 6 en 7 Hvalur gezonken in IJsland;
- 1992 - de illegale driftnetter Jiang Jae gezonken in Taiwan
- 1992 - de walvisvaarder Nybrænna gezonken in Noorwegen;
- 1994 - de walvisvaarder Senet gezonken in Noorwegen;
- 1998 - de walvisjager Morild in Noorwegen;
- 2015 – de illegale treiler Thunder, in Sao Tomé en Principe (6 april 2015);

## Campagnes
Sea Shepherd heeft in totaal al meer dan 200 campagnes gekend, de bekendste campagnes van Sea Shepherd zijn die in Antarctica waar ze walvissen beschermen.

### Tactiek
De tactiek van Sea Shepherd ligt heel anders dan dat door de meeste mensen gedacht wordt.
Ze weten namelijk dat ze de Japanse vloot niet aankunnen dus willen ze het financieel ruïneren. Volgens Sea Shepherd onderzoeken de walvisvaarders de walvissen helemaal niet maar verkopen de gevangen walvissen voor grof geld. En moeten ze minimaal 70% van hun quotum vangen om financieel quitte te spelen. Omdat de laatste 4 jaar de walvisvaarders maar 50% van hun quotum vingen betekent dit volgens Sea Shepherd dat ze 20% te weinig walvissen vingen om financieel gezond te blijven, dat komt volgens Sea Shepherd uit op ongeveer 5 miljoen dollar per jaar.

### Middelen
In vergelijking met Greenpeace gebruikt Sea Shepherd veel hardere middelen.
Het meest bekend is Sea Shepherd om het rammen van boten: in het verleden hebben ze op die manier al enkele schepen laten zinken.
Toch is een van de voornaamste middelen van Sea Shepherd het inzetten van de kleine vaartuigen (Zodiacs), vanuit deze vaartuigen wierpen ze in het verleden boterzuur op de dekken van de Japanse walvisvaarders om deze zo erg te laten stinken dat werken daar ondraaglijk werd en het walvisvlees zou rotten en onbruikbaar zijn. In het najaar van 2010 heeft Sea Shepherd bekendgemaakt dat ze vanaf de campagne van 2010-2011 een ander middel gaan gebruiken, dit heeft als reden dat de walvisvaarders door het woord "zuur" vaak claimen dat Sea Shepherd hen aanvalt met gevaarlijke producten. Ook heeft Sea Shepherd de zogenaamde slippery's: stoffen die gladheid veroorzaken op de plek waar het neerkomt. Door deze slippery's op het dek van de walvisjagers te gooien, kan Sea Shepherd het onmogelijk maken om op een dek te lopen en werken.
Verder gebruikt Sea Shepherd de kleine vaartuigen om lange drijvende kabels, al dan niet met stalen buizen er aan vast, net voor de boeg van de walvisvaarders los te laten met het doel dat het op die manier in de schroef verstrikt raakt of de schroef zelfs beschadigt. Hierdoor kan de boot niet meer varen totdat men het touw eruit gehaald heeft, wat soms lastig werk is omdat het in ijskoud water moet gebeuren.

### IJslandse walvisvangsten (1986)
In november 1986 meldde Sea Shepherd verantwoordelijk te zijn voor de acties tegen de IJslandse walvisvaarders in Hvalfjörður. Hier werden computers en archiefbestanden verwoest. Ook hebben ze twee van de walvisjagersschepen laten zinken, namelijk de Hvalur 6 en de Hvalur 7. Door deze actie is Paul Watson persona non grata in IJsland.

### Galapagos bescherming 2000 tot nu
In 2000 heeft Shepherd een kantoor op de Galapagoseilanden geopend. In de tijd dat Sea Shepherd op de Galapagoseilanden aanwezig is, is er veel veranderd. Er zijn veel illegale vissers opgepakt die op haaienvinnen uit waren. Ook neemt Sea Shepherd een leidende rol in het onderwijs van de lokale bevolking. In 1984 kwamen de Galapagoseilanden op de UNESCOlijst te staan, maar is er in 2010 mede door de hulp van Sea Shepherd weer vanaf gehaald omdat de eilandengroep een flinke vooruitgang heeft geboekt.

### Operatie Leviathan 2006-2007
Operatie Leviathan was de tot dan toe meest succesvolle campagne van Sea Shepherd, het doel was wederom het beschermen van de walvissen tegen de walvisvaarders.
De walvisvaarders hadden hun quotum gesteld op 935 dwergvinvissen en 50 vinvissen dus een totaal van 985 walvissen.
Met een 56 koppen tellende bemanning uit 14 landen, twee schepen de Robbert Hunter (Steve Irwin) en de Farley Mowat, een helikopter en meerdere kleine vaartuigen hebben de Sea Shepherds die campagne ongeveer 500 walvissen kunnen beschermen. In totaal hebben de Sea Shepherds de walvisvaarders vijf weken kunnen achtervolgen.

### Operation Migaloo 2007-2008
Operation Migaloo was wederom een succesvolle campagne, zeker omdat Sea Shepherd dit jaar niet meer de Farley Mowat tot hun beschikking hadden, deze was ingenomen door de Canadese kustwacht. Met een veel grotere crew dan het afgelopen seizoen, 68 man op één schip, een helikopter en twee kleine vaartuigen hebben ze dit keer wederom 500 walvissen kunnen beschermen; een aanzienlijk resultaat gezien het feit dat ze dit keer maar één schip hadden.
Dit was ook de eerste keer dat een filmploeg van Discovery Channel is meegegaan om de campagne te filmen voor het goedbekeken programma Whale Wars.

### Operation Musashi 2008-2009
Dit seizoen was voor Sea Shepherd een iets minder succesvol seizoen dan de vorige twee; met deze campagne hebben ze 305 walvissen kunnen beschermen. De walvisvaarders hadden hun quotum wederom op 985 gesteld. In deze campagne is het schip de Steve Irwin van Sea Shepherd in aanvaring gekomen met de Yushin Maru 2. Volgens Sea Shepherd ramde de Yushin hun omdat ze de slipway probeerden te blokkeren; de walvisvaarders claimen echter dat actievoerders van Sea Shepherd het schip op volle zee probeerden te enteren.

### Gulf Rescue (2010)

De brand op het platform

Deze actie is door Sea Shepherd opgezet naar aanleiding van het zinken van het boorplatform Deepwater Horizon van BP. Midden mei heeft Sea Shepherd aangegeven dat ze zijn begonnen met het trainen van vrijwilligers in het schoonmaken van dieren die met olie besmeurd zijn. Doordat er vrijwilligers getraind moesten worden, had Sea Shepherd de tijd om enkele zaken te regelen, waaronder een nieuw schip. Dit was noodzakelijk omdat de Steve Irwin en de Bob Barker allebei al in gebruik waren voor andere campagnes. Er werd vanuit Europa een tijdelijk schip geregeld. De voordeel van dit schip was dat dit drijvende ondersteuning kon bieden, zodat de reistijden naar de plek des onheils werden verkort. Sea Shepherd heeft tijdens deze campagne samengewerkt met een groot aantal organisaties maar ook met BP zelf, de Amerikaanse overheid en veel vissers. Sea Shepherd heeft al vaker dergelijke acties opgezet, een voorbeeld hiervan is het schoonmaken van de Bligh Reef in Prince William Sound nadat de Exxon Valdez in maart 1989 op deze plaats was vastgelopen. Hierdoor waren 10 miljoen vaten ruwe olie gelekt.

### Blue Rage (2010)
Operatie Blue Rage werd opgezet door Sea Shepherd om de blauwvintonijnen die buiten de legale vangstperiode werden gevangen vrij te laten en te beschermen. Dat het niet alleen maar woorden waren was te zien op 17 juni 2010, op die dag kwam Sea Shepherd een schip tegen dat nog 800 levende blauwvintonijnen bij zich had in een sleepnet. Sea Shepherd heeft meteen gehandeld en duikers de netten kapot laten knippen. Op deze manier heeft Sea Shepherd 800 blauwvintonijnen gered.

### Operation Waltzing Matilda 2009-2010
Operatie Waltzing Matilda is alweer de zesde campagne van Sea Shepherd in Antarctica. Dit seizoen is de vloot van Sea Shepherd groter dan ooit, het bestaat uit drie schepen; een onderscheppingsschip de Ady Gil (nieuw deze campagne) en twee grote schepen, de Steve Irwin en de Bob Barker (nieuwe aankoop). Sea Shepherd heeft dat jaar de meeste walvissen beschermd in de geschiedenis, 528 walvissen. Dit seizoen hadden de walvisvaarders hun quotum verhoogd tot 1035 want de bedoeling was om ook 50 bultruggen te vangen, dit heeft Sea Shepherd kunnen voorkomen. Op 6 januari kwam de Ady Gil in aanvaring met de Shonan Maru 2, deze sloeg ongeveer drie meter van de boeg van de Ady Gil af, een Nieuw-Zeelandse cameraman raakte hierbij gewond. Het Sea Shepherdschip de Bob Barker had de Ady Gil nog op sleep genomen maar dit was tevergeefs; na acht uur slepen was het schip al voor meer dan de helft volgelopen. Op dat moment heeft Pete Bethune (kapitein van de Ady Gil) besloten om de sleepkabel door te hakken.
Een aantal maanden later stapte Pete Bethune uit Sea Shepherd. Hij beweerde toen dat Paul Watson hem had opgedragen de Ady Gil tot zinken te brengen nadat deze in contact was gekomen met het Japanse schip. Dit zou gebeurd zijn uit PR-overwegingen, en hij mocht er verder met niemand over spreken. Pete Bethune heeft hierna zijn eigen groep opgericht, genaamd Earthrace Conservation.

### Operatie No Compromise 2010-2011
Deze operatie is de zevende campagne van Sea Shepherd in het zuidelijke walvisreservaat in Antarctica. De walvisvaarders arriveerden dit jaar 2 weken later dan gepland. De 3 Sea Shepherd-schepen onderschepten de walvisvloot al voordat deze het reservaat hadden bereikt. De Nisshin Maru kon echter ontsnappen. Vanaf dat moment werd Sea Shepherd 32 dagen door twee harpoenschepen gevolgd. Deze schepen hebben in deze periode geen walvissen gevangen. Op 12 januari 2011, onderschept de Gojira de in Panama geregistreerde tanker de Sun Laurel. Dit schip bevoorraadt de Japanse walvisvaarders met brandstof en levensmiddelen. Het doel was nu om de walvisvloot af te snijden van benzine en levensmiddelen door de Sun Laurel te volgen. Op deze manier probeerde Sea Shepherd een einde te maken aan het jachtseizoen. Op 18 januari breekt de Steve Irwin los van hun achtervolging om zo de Nisshin Maru te zoeken. De Gojira was op dat moment onderweg naar Hobart vanwege problemen met de computer en benzinepompen. Doordat de Bob Barker op dat moment nog de Sun Laurel achtervolgde, en dit schip steeds verder weg van het reservaat afvaart, geeft kapitein Paul Watson de opdracht om in plaats van de Sun Laurel de Nisshin Maru te achtervolgen. De Bob Barker stopt de achtervolging maar niet voordat ze een tracking device op de Sun Laurel hebben bevestigd. Op 28 januari vindt de Steve Irwin het fabrieksschip de Nisshin Maru. De achtervolging moet worden gestaakt doordat de Nisshin Maru door bijzonder dik ijs vaart en dat te gevaarlijk is voor de Steve Irwin. Het apparaatje bevestigd op de Sun Laurel laat zien dat deze gekeerd is, en teruggaat richting het reservaat. Dat betekent dat de Nisshin Maru richting de Sun Laurel vaart om deze te kunnen bijtanken. Het leek erop dat de Steve Irwin en de Bob Barker de Sun Laurel konden onderscheppen, maar dat mislukte door een blokkade van ijsplaten, waar omheen genavigeerd moest worden. Op het moment dat Sea Sheperd arriveerde was het bijtanken al voltooid en was de Nisshin Maru al vertrokken. De Bob Barker hervatte de zoektocht naar het fabrieksschip weer. De Steve Irwin zocht nog een dag, maar moest toen terug naar Wellington, Nieuw-Zeeland voor bevoorrading.
Op 16 februari 2011 maakte Japan bekend dat de jaarlijkse walvisvaart uit veiligheidsoverwegingen voorlopig wordt opgeschort. Dit naar aanleiding van de acties van Sea Shepherd. Op 18 februari heeft Japan de walvisjacht gestaakt voor de rest van het seizoen.

### Operatie Divine Wind 2011-2012
Ondanks de bovengenoemde voorlopige opschorting en ondanks de tsunami in Japan van 11 maart 2011 die enorme schade aanrichtte en waarbij de kerncentrale bij Fukushima beschadigd werd, werd op 30 september bekendgemaakt dat er opnieuw een Japanse walvisvloot naar de Zuidelijke oceaan zou gaan. Deze vloot vertrok op 6 december. Aan boord was en team van de Japanse kustwacht, en de jacht werd gedeeltelijk betaald vanuit het budget dat voor de tsunamischade was bedoeld. Dit werd gerechtvaardigd doordat de getroffen haven Tōhoku de thuishaven was van een van de walvisschepen.

Op 15 december verliet de Bob Barker de haven van Hobart, Tasmanië. Een dag later vertrok de Steve Irwin vanuit Albany, Australië, en op 17 december verliet de Birgitte Bardot de haven van Fremantle, Australië. Zij konden de Japanse walvisvloot ten westen van Perth lokaliseren met onbemande vliegtuigjes.

Op 29 december 2011 raakte de Birgitte Bardot beschadigd door een zes meter hoge golf tijdens de achtervolging van de Nisshin Maru. Ze moest daarom terugkeren naar een australische haven en werd daarbij vergezeld door de Steve Irwin. De Bob Barker kon de achtervolging voortzetten.

In januari 2012 waren er vele schermutselingen tussen Sea Shepherd en de Japanse walvisvloot. Op 8 maart 2012 beëindigde het Japanse jachtseizoen.

### Operatie Zero Tolerance 2012-2013
De negende campagne van Sea Shepherd beoogt het doel te bereiken dat er geen enkele walvis zal worden gedood gedurende het Japanse vangstseizoen. De 'aftrap' werd gegeven op 5 november 2012 in Williamstown (Zuid-Australië). De vloot bestaat ditmaal uit vier schepen, een helikopter, enkele onbemande vliegtuigjes (drones) en meer dan 100 bemanningsleden uit 23 landen.

### Stopzetting walviscampagne
In augustus 2017 liet Paul Watson weten de acties tegen walvisvaarders te staken. Volgens hem gebruiken de vissers militaire opsporingstechnieken via satelliet, met steun van de overheid, en kunnen ze zo gemakkelijk ontsnappen. Sea Shepherd wil zijn beperkte middelen efficiënter inzetten, zonder hun basisdoelen op te geven.

### Alles samengevat in een tabel
| Campagne                   | Jaar      | Aantal beschermde walvissen | Aantal schepen | Quotum walvisvaarders (Dwergvinvissen) | Quotum walvisvaarders (Vinvissen) | Quotum walvisvaarders (Bultruggen) |
| -------------------------- | --------- | --------------------------- | -------------- | -------------------------------------- | --------------------------------- | ---------------------------------- |
| Operatie Leviathan         | 2006-2007 | 500                         | 2              | 985                                    | 0                                 | 0                                  |
| Operatie Migaloo           | 2007-2008 | 500                         | 1              | 985                                    | 50                                | 50                                 |
| Operatie Musashi           | 2008-2009 | 305                         | 1              | 985                                    | 50                                | 50                                 |
| Operation Waltzing Matilda | 2009-2010 | 528                         | 3 ǂ            | 985                                    | 50                                | 50                                 |
| Operation No Compromise    | 2010-2011 | 815                         | 3              | 985                                    | 50                                | 50                                 |
| Operation Divine Wind      | 2011-2012 | 768                         | 3ǂǂ            | 985                                    | 50                                | 50                                 |

ǂ De Ady Gil is halverwege de campagne gezonken.
ǂǂ De Brigitte Bardot raakt vroeg in de campagne zwaar beschadigd aan een ponton.

## Leden en donateurs
Sea Shepherd weet zich gesteund door enkele bekende personen die ook deel uitmaken van de Board of advisors (Adviesraad). Hierin zitten mensen als Pierce Brosnan, Rutger Hauer, Sean Penn en Martin Sheen. Ook steunen Farley Mowat, Richard Dean Anderson, Bob Barker, Brigitte Bardot, William Shatner en de Red Hot Chili Peppers Sea Shepherd.
Op 13 oktober 2010 werd bekend dat Amanda Krabbé in het seizoen 2010/2011 deel gaat uitmaken van de Sea Shepherd-crew, ze zal mee gaan varen op het schip de Bob Barker.
In 2000 zaten Theo Maassen en Hans Teeuwen drie dagen vast op de Faeröer, waar ze werden opgepakt na een actie tegen de traditionele walvisjacht, onder leiding van Paul Watson van Sea Shepherd.

## Conflicten
- In februari van het jaar 1991 claimde de opvarenden van een Mexicaans vissersschip geramd te zijn door de "Sea Shepherd II", later heeft een zegsman van Sea Shepherd dit nieuws bevestigd. De aanleiding voor Sea Shepherd om dit vissersschip te rammen was omdat ze dolfijnen in hun tonijnnetten aan het vangen waren.[20]
- Op 6 januari 2009 kwam de "Steve Irwin" in aanvaring met de Yushin Maru No. 2.[21] De Japanners veroordeelden de actie scherp en dienden een aanklacht in bij de vlagstaat: Nederland en bij de Australische autoriteiten. Bij terugkomst werd al het videomaterieel in beslag genomen en werden 10 bemanningsleden als verdachten aangemerkt.
- Op 6 januari 2010 werd de "Ady Gil" overvaren door de Japanse walvisvaarder Shonan Maru 2. De boeg van de Ady Gil brak af. Het schip was zwaar beschadigd, maar alle bemanningsleden werden gered.[22] Twee dagen later is de Ady Gil gezonken.
- Op 6 februari 2010 werd de Bob Barker geramd door de Yushin Maru 3. Alle bemanningsleden zijn ongedeerd gebleven, maar net boven het wateroppervlak was een gat van ongeveer 1 meter bij 10 cm ontstaan. De Bob Barker is na deze aanvaring gewoon door blijven varen.

## Media
De Sea Shepherd groep maakt veelvuldig gebruik van de (internationale) media om hun acties en standpunten te verduidelijken of te promoten.
In het jachtseizoen 2008 en 2009 is een cameraploeg van Discovery Channel meegeweest voor de serie Whale Wars. De Sea Shepherds hopen met deze stap meer bekendheid te krijgen. In 2010 wordt het derde seizoen van Whale Wars uitgezonden, ditmaal op Animal Planet. In Nederland zijn de uitzendingen van Whale Wars ook op Discovery Channel te zien. In november 2011 zal Whale Wars weer verdergaan met seizoen 4 . Dat opgenomen werd in december 2010, januari en februari 2011.

### Boeken geschreven door de vrijwilligers
- David B. Morris, Earth Warrior: Overboard with Paul Watson and the Sea Shepherd Conservation Society (Golden, CO: Fulcrum Publishing, 1995). ISBN 1-55591-203-6.[23]
- Rik Scarce, Eco-Warriors: Understanding the Radical Environmental Movement, second revised ed. (1990; Left Coast Press, 2005), Ch. 6. ISBN 978-1598740288.[23]
- Paul Watson, Earthforce! An Earth Warrior's Guide to Strategy (Los Angeles: Chaco Press, 1993). ISBN 0-9616019-5-7.[23]
- Paul Watson, Ocean Warrior: My Battle to End the Illegal Slaughter on the High Seas (1994; Key Porter Books, 1996). ISBN 978-1550135992.[23]
- Paul Watson, Seal Wars: Twenty-five Years in the Front Lines with the Harp Seals (2002; Firefly Books, 2003). ISBN 978-1552977514.[23]
- Laurens de Groot, Jacht op de jagers (2012; Uitgeverij Thomas Rap) ISBN 978-94-004-0195-2.[23]